# Nam châm vĩnh cửu
Nam châm vĩnh cửu là các vật được cấu tạo từ các vật liệu từ cứng có khả năng giữ từ tính không bị mất từ trường, được sử dụng như những nguồn tạo từ trường.

## Các đặc trưng

Hình ảnh các nam châm vĩnh cửu

Các đại lượng của nam châm vĩnh cửu xuất phát từ đường cong từ trễ, là các thông số đặc trưng của các chất sắt từ nói chung và vật liệu từ cứng nói riêng và các thông số được quan tâm chủ yếu gồm:
- Lực kháng từ

Lực kháng từ của nam châm vĩnh cửu phải đủ lớn để không bị khử từ bởi các từ trường ngoài, khả năng lưu trữ từ trường của nam châm càng lớn khi lực kháng từ càng lớn. Các nam châm vĩnh cửu phổ biến hiện nay có lực kháng từ từ 1000 Oe đến vài chục ngàn Oe.
- Từ dư (xem bài Đường cong từ trễ).
- Hệ số chữ nhật hay Độ vuông
- Tích năng lượng từ cực đại

Nói lên khả năng lưu trữ năng lượng từ của nam châm vĩnh cửu, là năng lượng lớn nhất có thể tồn trữ trong một đơn vị thể tích nam châm, được xác định từ đường cong từ trễ. Muốn có tích năng lượng từ cực đại lớn, nam châm cần có lực kháng từ lớn, từ dư cao và hệ số chữ nhật của đường cong từ trễ lớn.
- Nhiệt độ Curie

Là nhiệt độ mà tại đó các vật sắt từ bị mất từ tính và trở thành thuận từ. Nhiệt độ Curie cho ta biết khả năng hoạt động của nam châm trong điều kiện nhiệt độ cao hay thấp. Có những nam châm có nhiệt độ Curie khá thấp (ví dụ như nam châm Nd2Fe14B có nhiệt độ Curie chỉ 312oC), nhưng cũng có những loại nam châm có nhiệt độ Curie rất cao (ví dụ hệ hợp chất SmCo có nhiệt độ Curie hàng ngàn độ, được sử dụng trong động cơ phản lực có nhiệt độ cao).
- Ngoài các tham số mang tính chất từ tính, các tham số khác cũng rất được quan tâm đó là độ cứng, khả năng chống mài mòn, chống oxy hóa, mật độ... Bên cạnh đó, hình dạng nam châm cũng là một tham số rất quan trọng quyết định điểm làm việc của nam châm do hình dạng nam châm quy định thừa số khử từ của vật từ, có tác động lớn đến năng lượng từ của nam châm.

## Phân loại theo vật liệu

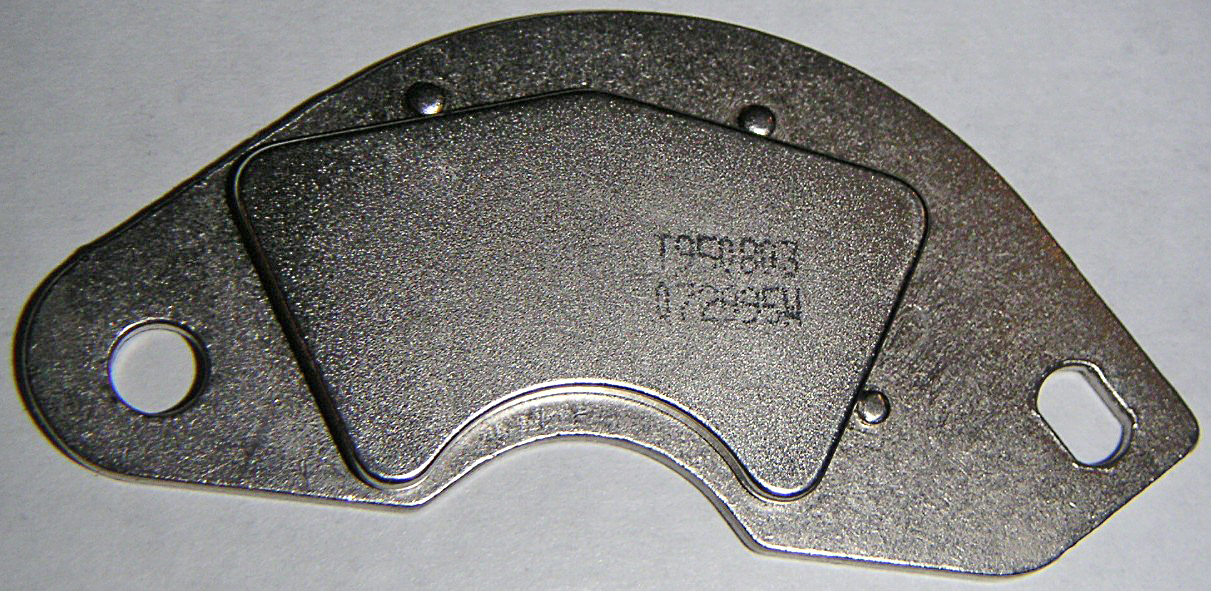
Nam châm đất hiếm NdFeB (neodymium) được sử dụng trong ổ cứng máy tính

- Oxide sắt: Là loại nam châm vĩnh cửu đầu tiên của loài người được sử dụng dưới dạng các "đá nam châm", được sử dụng từ thời cổ đại, có ngay trong tự nhiên nhưng khi khoa học kỹ thuật phát triển loại này không còn được sử dụng do từ tính rất kém.
- Thép cácbon

Là loại nam châm vĩnh cửu được sử dụng từ thế kỷ 18 đến giữa thế kỷ 20 với khả năng cho từ dư tới hơn 1 T, nhưng lực kháng từ rất thấp nên từ tính cũng dễ bị mất. Loại nam châm này hầu như không còn được sử dụng hiện nay.
- Nam châm AlNiCo

Là loại nam châm được chế tạo từ vật liệu từ cứng là hợp kim của nhôm, niken, côban và một số các phụ gia khác như đồng, titan..., là loại nam châm cho từ dư cao (tới 1,2-1,5 T) nhưng có lực kháng từ chỉ xung quanh 1 kOe, đồng thời giá thành cũng khá cao nên hiện nay tỉ lệ sử dụng ngày càng giảm dần (chỉ còn không đầy 10% thị phần sử dụng).
- Ferrite từ cứng

Là loại nam châm vĩnh cửu được chế tạo từ các ferit từ cứng (ví dụ ferit Ba, Sr..) là các vật liệu dạng gốm. Nam châm ferit có ưu điểm là rất dễ chế tạo, gia công, giá thành rẻ và độ bền cao. Tuy nhiên, vì đây là nhóm các vật liệu feri từ đồng thời có hàm lượng oxy cao nên có từ độ khá thấp, có lực kháng từ từ 3 đến 6 kOe, có khả năng cho tích năng lượng từ cực đại lớn nhất không quá 6 MGOe. Loại nam châm này hiện nay chiếm tới hơn 50% thị phần sử dụng nam châm vĩnh cửu do những ưu điểm về giá thành cực rẻ, khả năng chế tạo, gia công và độ bền.
- Nam châm đất hiếm

Là loại nam châm vĩnh cửu được tạo ra từ các vật liệu từ cứng là các hợp kim hoặc hợp chất của các kim loại đất hiếm và kim loại chuyển tiếp.
- - Nam châm nhiệt độ cao SmCo

Là hệ các nam châm vĩnh cửu được chế tạo từ hợp chất ban đầu là SmCo5 được phát minh năm 1966 bởi tiến sĩ Karl J. Strnat của U.S. Air Force Materials Laboratory (Mỹ) có tích năng lượng từ cực đại 18 MGOe, sau đó Karl J. Strnat lại phát minh ra hợp chất Sm2Co17 có tích năng lượng từ tới 30 MGOe vào năm 1972. Hệ nam châm SmCo có nhiệt độ Curie rất cao (có thể đạt tới 1100oC) và có lực kháng từ cực lớn (tới vài chục kOe) nhờ cấu trúc dạng lá đặc biệt. Nhờ có nhiệt độ Curie cao và lực kháng từ lớn nên được sử dụng trong các ứng dụng nhiệt độ cao (ví dụ trong động cơ phản lực...).
- - Nam châm NdFeB (neodymium)

Là hệ các nam châm dựa trên hợp chất R2Fe14B (R là ký hiệu chỉ các nguyên tố đất hiếm ví dụ như Nd, Pr...) có cấu trúc tinh thể kiểu tứ giác với lực kháng từ lớn (hơn 10 kOe) và từ độ bão hòa rất cao (tới 1,56 T) nên là loại nam châm vĩnh cửu mạnh nhất hiện nay với khả năng cho tích năng lượng từ tới 64 MGOe (tính toán theo lý thuyết) và hiện nay đã xuất hiện loại nam châm Nd2Fe14B có tích năng lượng từ 57 MGOe. Tuy nhiên, loại nam châm này lại không thể sử dụng ở nhiệt độ cao do có nhiệt độ Curie chỉ 312oC. Nam châm Nd2Fe14B lần đầu tiên được phát minh năm 1983 bởi R. Sagawa (Nhật Bản).
Điểm yếu chung của các nam châm đất hiếm là có giá thành cao (do chứa nhiều các nguyên tố đất hiếm đắt tiền), có độ bền kém (do các nguyên tố đất hiếm có tính oxy hóa rất cao). Vì những điểm yếu này mà nam châm đất hiếm tuy là loại mạnh nhất nhưng vẫn không phải là loại được sử dụng nhiều nhất (đứng sau nam châm ferit).
- Nam châm tổ hợp nano

Là loại nam châm mới ra đời từ đầu thập kỷ 90 của thế kỷ 20, là loại nam châm có cấu trúc tổ hợp của 2 pha từ cứng và từ mềm ở kích thước nanomet. Các pha từ cứng (chiếm tỉ phần thấp) cung cấp lực kháng từ lớn, pha từ mềm cung cấp từ độ lớn. Tính chất tổ hợp này có được là nhờ liên kết trao đổi đàn hồi giữa các hạt pha từ cứng và từ mềm ở kích thước nanomet. Loại nam châm này được tính toán có khả năng cho tích năng lượng từ khổng lồ hơn 3 lần so với nam châm mạnh nhất hiện nay là NdFeB nhưng thực nghiệm mới chỉ đạt được rất nhỏ so với lý thuyết và các sản phẩm thực nghiệm mới trong giai đoạn sản xuất thử nghiệm.

## Phân loại theo phương pháp chế tạo
- Nam châm đẳng hướng (Isotropic magnets)

Là nam châm vĩnh cửu được chế tạo bằng cách ép đẳng tĩnh mà không sử dụng các phương pháp định hướng ban đầu (từ trường...).
- Nam châm dị hướng (Anisotropic magnets)

Là nam châm được định hướng trong quá trình ép đẳng tĩnh bằng từ trường. Khi đó, các hạt đơn đômen trong vật liệu sẽ bị định hướng theo chiều từ trường, tạo nên khả năng dễ dàng từ hóa theo phương định hướng.
- Nam châm kết dính

Là các nam châm được chế tạo bằng cách nghiền thành bột mịn, sau đó trộn với keo kết dính (ví dụ epoxy) và ép trong từ trường định hướng. Các keo vừa có tác dụng kết dính, lại vừa có tác dụng đông cứng sự định hướng của các hạt.
- Nam châm thiêu kết

Là nam châm được chế tạo bằng cách thiêu kết các bột kim loại được nghiền mịn và ép khuôn. Việc thiêu kết nhằm tạo ra hợp chất có thành phần hợp phức xác định với tính chất từ của hợp chất đó.